# RADIO DONUTS
RADIO DONUTS（ラジオ・ドーナッツ）は、2007年10月6日からJ-WAVEで放送されているラジオ番組。コンセプトは「東京のいまはドーナツてるの？」。番組の通称は「ラジド」。

## 放送時間
- 土曜 8:00 - 12:00

## ナビゲーター
- 渡辺祐
- 山田玲奈（2007年10月6日 - 2015年12月26日・2016年7月2日 - 2022年5月21日・2022年10月 - ）
  - 2016年1月2日 - 6月25日・2022年5月28日 - 9月24日は産休。

### 過去
- 山田の産休に伴う代理ナビゲーター（2016年1月2日 - 2016年6月25日、2022年5月28日 - 9月24日、月替わりナビゲーター）
  - 宮本絢子（2016年1月）
  - 秀島史香（2016年2月）
  - みんしる（2016年3月）
  - 善奈（2016年4月）
  - 浦浜アリサ（2016年5月、2022年5月28日 - 6月）
  - 鷲尾春果（2016年6月）
  - 奥浜レイラ（2022年7月）
  - xiangyu（2022年8月）
  - 小谷実由（2022年9月）

## コーナー
2025年4月現在。
- 8:30 MELLOW MORNING

2023年4月 - 、レコードを愛する著名人が1ヶ月間自分のコレクションの中からアナログで聴きたい名盤を選び、その中から1曲実際にかける。2024年4月から9月はコーナー名を「TOYOKASEI ANALOG TOK」に変更して放送、このうち5月から9月は最終週のみ番組が選曲した楽曲を放送していた。
- 9:10  DESIGN YOUR LIFE[1]

2015年4月 - 、ゲストコーナー。ゲストのライフスタイルを形作るルーティンについて、朝と夜行っていること、直近の仕事内容、お気に入りのアイテムなどを聞く。2020年9月までのボルボ提供時代はゲストの過去（幼少期のエピソード）・現在（趣味など仕事以外の普段の生活）・未来（直近の仕事や今後の活動目標など）について聞いており、ボルボがスウェーデンの企業である事からフィーカを取り入れ、ゲストをコーヒーやお菓子でもてなしていた。2020年10月から2022年6月まではCUSTOMLIFE提供で、番組の模様が同サイト内に記事として掲載されていた。2023年9月まではDyson提供、2025年3月までは住友不動産販売（現：住友不動産ステップ、「すみふの仲介ステップ」名義）。
- 10:10 LIFE IS A GIFT

2016年4月 - ある一人の人生にフォーカスし、さまざまなエピソードや音楽とともに綴る時間。かつてFM802「Saturday Amusic Islands Morning Edition」でも同タイトルの企画ネット番組が放送されていた。開始から東京ガスがスポンサーだったが2025年3月をもって撤退。
- 11:00  BMW FREUDE FOR LIFE

2023年2月 - 、俳優・小澤征悦がナビゲート。ゲストを迎え、モノづくりの歓びと情熱に迫る。

## 終了コーナー
- JOMO MORNING GREETING

2007年10月 - 2008年3月。『SPLASH LIFE』からの引き継ぎ。
- ZURICH ON THE ROAD

2008年4月 - 2008年9月。
- SATURDAY PUBLISHING

2008年10月 - 2008年12月。
- MUSIC NAVIGATION

2009年1月 - 2009年12月。スポンサーは2009年3月までCHRYSLERだった。
- KEY COFFEE METROPOLITAN CAFÉ

2007年10月 - 2011年3月。『SPLASH LIFE』からの引き継ぎ。渡辺祐がカフェのマスターという設定。前半はラジオをチューニングする設定で「みんなの経済新聞ネットワーク」による各地の話題。後半はゲストコーナーで、様々なトークを展開。
- FIRST QUARTER

2011年4月 - 2013年3月。「METROPOLITAN CAFÉ」を引き継いだコーナー。
- au TOKYO TUNING

時代の「いま」の気分に合わせた新旧のJ-POPを惜しみなく紹介する。
- COLORFUL STYLE

2007年10月 - 2015年3月。
前番組『SPLASH LIFE』からの引き継ぎ。東京で暮らすアーティストの人生を、住んできた家にスポットを当てながら紐解く。リスナーからも「わたしの部屋物語～ひとりの部屋、ふたりの部屋～」としてメッセージを募集する。スポンサーは2013年3月までHouse Mateだった。
- ARTS COUNCIL TOKYO CREATIVE FILE

2013年7月 - 2020年9月、音楽・映像からパフォーマンスなどのイベントや展覧会を紹介するコーナー。
- JR EAST STATION TO STATION

2013年4月 -  2016年3月、聴いたらすぐに出かけたくなるスポットを紹介するコーナー。
- HAPPY SATURDAY BAKERY

2016年4月 - 2017年3月、都内にある特徴のあるパン屋さんを紹介するコーナー。
- Tokyo Tokyo FESTIVAL CREATIVE FILE

2016年4月 - 2021年9月、東京文化の創造と魅力を探求するコーナー。
- RICE FORCE BE YOURSELF

2018年1月 - 2023年3月、著名人のライフスタイルや美容法を語ってもらうトークコーナー。
- Wican FAMILY TIME

2020年10月 - 2021年9月、音楽やエンターテイメントを通じて、家族や親子の時間をよりよくするヒントを探る。
- VOLVO MOVING INTO THE FUTURE

2021年10月 - 2022年9月、ゲストが過去・現在・未来それぞれの視点でエピソードを語るとともに、それにあった曲を選曲する。
- Chuo Nittochi LUNCHTIME AVENUE

- 2023年1月、ゲストが東京の魅力や好きなスポットについて語るコーナー。2017年3月までは「ENTERTAINMENT LUNCHBOX」、同年4月に現コーナー名にリニューアル。
- HAPPY SPICE MARKET

2022年10月 - 2023年1月、ゲストプレゼンターがスパイスやハーブの魅力を紹介するコーナー。